# Musaria obscuricornis
Musaria obscuricornis là một loài bọ cánh cứng trong họ Cerambycidae.